# Mesene guttula
Mesene guttula är en fjärilsart som beskrevs av Hans Ferdinand Emil Julius Stichel 1916. Mesene guttula ingår i släktet Mesene och familjen Riodinidae. Inga underarter finns listade i Catalogue of Life.